# میش‌کمی
میش‌کمی (به ترکی آذربایجانی: Mişkəmi) یک منطقهٔ مسکونی در جمهوری آذربایجان است که در شهرستان ماساللی واقع شده‌است. میش‌کمی ۵۳۴ نفر جمعیت دارد.